# Megachile corsica
Megachile corsica är en biart som beskrevs av Raymond Benoist 1935. Megachile corsica ingår i släktet tapetserarbin, och familjen buksamlarbin. Inga underarter finns listade i Catalogue of Life.